# Lioscinella dentitibia
Lioscinella dentitibia är en tvåvingeart som först beskrevs av Günther Enderlein 1913.  Lioscinella dentitibia ingår i släktet Lioscinella och familjen fritflugor. Inga underarter finns listade i Catalogue of Life.